# 小林國雄
小林國雄（こばやし くにお、1948年4月2日 - ）は、東京都出身の盆栽職人。内閣総理大臣賞を4度受賞、東久邇宮記念賞を受賞した経歴を持ち、後に海外に活動拠点を移した。春花園BONSAI美術館館長。社団法人水石協会理事長。

## 来歴
高校を卒業後、家業の園芸農家を継ぎ、28歳で盆栽業を始める。サツキ栽培でも成功を収めていたころ、盆栽の名品に出会ったのが盆栽業を始めたきっかけで、「命の尊厳を現しているような気品あるたたずまいに心を奪われ、すぐに私もやろうと決意しました」と後に語っていた。盆栽は先輩に話を聞いて専門書を読み漁って独学で身に着けた。1989年、日本盆栽作風展で内閣総理大臣賞を受賞。その後、同賞を4回受賞するなど活躍。
盆栽業は10代から始めるのが普通のところ、28歳で始めたのは当時としては異例であった。そうした経緯から同業者からいじめを受け、やっかみが高じて日本盆栽協会からは除名処分を受けている。いじめを苦に自殺を考えていたが、妻からいじめた人間を見返してからでも遅くないと言われて思いとどまった。
いじめた人間を見返すという思いから2002年に春花園BONSAI美術館を開館。海外での講演やデモンストレーションなども精力的に行い、盆栽の普及に努める。
海外講演数は70を超え、盆栽文化普及のため国内外の弟子育成に尽力。春花園の卒業生は20カ国70名以上である。主著に「盆栽芸術-天-」「盆栽芸術-地-」「BONSAI」等（2017年時点）。
2020年、文化庁長官表彰。

## 人物・エピソード
- 盆栽は高い物を買う程勿体ないと思うので枯らさないようになると主張している[2]。
- 2017年のインタビューによると、盆栽世界に入ってから40年、毎日15時間働いて盆栽の腕を養っているというが、それだけ働いてもストレスにならないほど盆栽を愛している[2]。
- 自殺を思いとどまらせて奮起を促した妻には感謝しており、自著の巻末には必ず妻の名前を入れている[2]。